# 전라남도의 문화재자료 (제101호 ~ 제200호)
전라남도 문화재자료는 대한민국의 문화재자료 중에서 전라남도에 있는 것을 가리킨다.

## 지정목록

### 제101호 ~ 제200호
| 번호  | 사진 | 명칭                                                                | 소재지                                | 관리자 (단체)      | 지정일                                                                              | 참조 |
| 101호 |      | 진원리오층석탑 (珍原里五層石塔)                                     | 전남 장성군 진원면 진원리 121-4       | 진원면             | 1984년 2월 29일 지정                                                                |      |
| 102호 |      | 내계리오층석탑 (내계리五層石塔)                                     | 전남 장성군 삼계면 내계리             | 박주억             | 1984년 2월 29일 지정, 1986년 2월 7일 해제, 전남 유형문화재 제131호로 재지정         |      |
| 103호 |      | 수산리오층석탑 (壽山里五層石塔)                                     | 전남 장성군 장성읍 수산리 1427        | 장성읍             | 1984년 2월 29일 지정                                                                |      |
| 104호 |      | 장성향교 (장성향교)                                                 | 전남 장성군 장성읍 성산리 110         | 장성향교           | 1984년 2월 29일 지정, 1985년 2월 25일 해제, 전남 유형문화재 제105호로 재지정        |      |
| 105호 |      | 금호리백비 (金狐里白碑)                                             | 전남 장성군 황룡면 금호리 33          | 밀양박씨종중       | 1984년 2월 29일 지정, 2001년 12월 13일 해제, 전남 기념물 제198호로 재지정           |      |
| 106호 |      | 사도리창의비 (사도리倡義碑)                                         | 전남 장성군 북이면 사가리 714         | 남문창의유적보존회 | 1984년 2월 29일 지정, 1985년 2월 25일 해제, 전남 유형문화재 제120호로 재지정        |      |
| 107호 |      | 완도향교 (莞島鄕校)                                                 | 전남 완도군 완도읍 죽청리 850-1       | 완도향교           | 1984년 2월 29일 지정                                                                |      |
| 108호 |      | 읍리하마비 (邑里下馬碑)                                             | 전남 완도군 청산면 읍리 809-3         | 청산면             | 1984년 2월 29일 지정                                                                |      |
| 109호 |      | 완도객사 (莞島客舍)                                                 | 전남 완도군 완도읍 군내리 782         | 완도읍             | 1984년 2월 29일 지정                                                                |      |
| 110호 |      | 금골산마애여래좌상 (金骨山磨崖如來坐像)                             | 전남 진도군 군내면 둔전리 산94-1      | 진도군             | 1984년 2월 29일 지정                                                                |      |
| 111호 |      | 지도향교 (智島鄕校)                                                 | 전남 신안군 지도읍 읍내리 112         | 지도향교           | 1984년 2월 29일 지정                                                                |      |
| 112호 |      | 진원성 (珍原城)                                                     | 전남 장성군 진원면 진원리 97          | 진원면             | 1984년 2월 29일 지정                                                                |      |
| 113호 |      | 광산 용두리 지석묘                                                  |                                       |                    |                                                                                     |      |
| 114호 |      | 월전리입석 (月田里立石)                                             | 전남 구례군 문척면 월전리 354         | 문척면             | 1984년 2월 29일 지정                                                                |      |
| 115호 |      | 구산리입석 (九山里立石)                                             | 전남 구례군 토지면 구산리 170         | 토지면             | 1984년 2월 29일 지정                                                                |      |
| 116호 |      | 읍리지석묘 (邑里支石墓)                                             | 전남 완도군 청산면 읍리 809-1         | 청산면             | 1984년 2월 29일 지정                                                                |      |
| 117호 |      | 신안안좌방월리지석묘군 (方月里支石墓)                               | 전남 신안군 안좌면 방월리 401-1 외    | 안좌면             | 1984년 2월 29일 지정                                                                |      |
| 118호 |      | 금오산성지 (金鰲山城址)                                             | 전남 화순군 한천면 한계리 일원        | 화순군             | 1984년 2월 29일 지정                                                                |      |
| 119호 |      | 칠현유적지 (七賢遺蹟址)                                             | 전남 장성군 서삼면 모암리 223         | 장성유림회         | 1984년 2월 29일 지정                                                                |      |
| 120호 |      | 덕산사 (德山祠)                                                     | 전남 곡성군 오곡면 덕산리 산27        | 오상근             | 1984년 2월 29일 지정                                                                |      |
| 121호 |      | 용강서원 (龍堈書院)                                                 | 전남 순천시 금곡동 285                | 제주양씨종중       | 1985년 2월 25일 지정                                                                |      |
| 122호 |      | 해망서원 (海望書院)                                                 | 전남 화순군 춘양면 대신리 904         | 화순군             | 1984년 2월 29일 지정                                                                |      |
| 123호 |      | (미상)                                                              |                                       |                    |                                                                                     |      |
| 124호 |      | 여수향교 (麗水鄕校)                                                 | 전남 여수시 군자길 46(군자동)         | 여수향교           | 1985년 2월 25일 지정                                                                |      |
| 125호 |      | 동복향교 (同福鄕校)                                                 | 전남 화순군 동복면 연월리 864         | 화순군             | 1985년 2월 25일 지정                                                                |      |
| 126호 |      | 영암향교 (靈岩鄕校)                                                 | 전남 영암군 영암읍 교동리 256         | 영암향교           | 1985년 2월 25일 지정                                                                |      |
| 127호 |      | 진도향교 (珍島鄕校)                                                 | 전남 진도군 진도읍 교동리 275         | 진도향교           | 1985년 2월 25일 지정                                                                |      |
| 128호 |      | 금성나씨삼강문 (錦城羅氏三綱門)                                     | 전남 장성군 삼서면 우치리 295-2       | 금성나씨종중       | 1985년 2월 23일 지정                                                                |      |
| 129호 |      | 수성당 (壽星堂)                                                     | 전남 곡성군 오곡면 오지리 1000        | 노인회             | 1986년 9월 29일 지정                                                                |      |
| 130호 |      | 죽수서원 (竹樹書院)                                                 | 전남 화순군 한천면 모산리 산15-3      | 화순군             | 1986년 9월 29일 지정                                                                |      |
| 131호 |      | 보산정사 (寶山精舍)                                                 | 전남 나주시 다시면 영동리 662-1       | 다시유림회         | 1986년 9월 29일 지정                                                                |      |
| 132호 |      | 나주목사내아 (羅州牧使內衙)                                         | 전남 나주시 금계동 33-1               | 나주시             | 1986년 9월 29일 지정                                                                |      |
| 133호 |      | 보성계산리삼층석탑 (寶城桂山里三層石塔)                             | 전남 보성군 복내면 계산리 590         | 복내면             | 1986년 9월 29일 지정                                                                |      |
| 134호 |      | 보성봉능리석조인왕상 (寶城鳳陵里石造仁王像)                         | 전남 보성군 조성면 봉릉리 188         | 조성면             | 1986년 9월 29일 지정                                                                |      |
| 135호 |      | 영은사석불좌상 (靈隱寺石佛坐像)                                     | 전남 담양군 고서면 금현리 133         | 영은사             | 1986년 9월 29일 지정                                                                |      |
| 136호 |      | 취송정 (翠松亭)                                                     | 전남 보성군 벌교읍 고읍리 724         | 박종삼             | 1987년 1월 15일 지정                                                                |      |
| 137호 |      | 목포진지 (木浦鎭址)                                                 | 전남 목포시 만호동 1-56               | 목포시             | 1987년 1월 15일 지정                                                                |      |
| 138호 |      | 목포오포대 (木浦旿砲臺)                                             | 전남 목포시 만호동 1-56               | 목포시             | 1987년 1월 15일 지정                                                                |      |
| 139호 |      | 영암신연리고분군 (靈岩新燕里古墳群)                                 | 전남 영암군 시종면 신연리 1151-9      | 영암군             | 1987년 1월 15일 지정                                                                |      |
| 140호 |      | 영암옥야리고분군 (靈岩沃野里古墳群)                                 | 전남 영암군 시종면 옥야리 597-1       | 영암군             | 1987년 1월 15일 지정                                                                |      |
| 141호 |      | 순천 향약재 (順天 鄕約齋)                                           | 전남 순천시 주암면 한곡리 105         | 옥천조씨종중       | 1987년 1월 15일 지정                                                                |      |
| 142호 |      | 영산김씨세장비 (永山金氏世葬碑)                                     | 전남 영광군 불갑면 모악리 산47,산47-2 | 영산김씨종중       | 1987년 1월 15일 지정                                                                |      |
| 143호 |      | 진도읍성 (珍島邑城)                                                 | 전남 진도군 진도읍 성내리 69          | 진도군             | 1987년 1월 15일 지정                                                                |      |
| 144호 |      | 장흥회령진성 (長興會寧鎭城)                                         | 전남 장흥군 회진면 회진리 1755외      | 장흥군             | 1987년 1월 15일 지정                                                                |      |
| 145호 |      | 시서영정 (市西影幀)                                                 | 전남 영암군 덕진면 금강리 500         | 김용술             | 1987년 6월 1일 지정                                                                 |      |
| 146호 |      | 이천우영정및이응도목판 (李天禑影幀및二鷹圖木板)                     | 전남 영광군 묘량면 묘량로4길 36       | 이동혁             | 1987년 6월 1일 지정                                                                 |      |
| 147호 |      | 수도암잣나무및매화나무 (修道庵잣나무및매화나무)                     | 전남 곡성군 옥과면 설옥리 613         | 수도암             | 1987년 6월 1일 지정                                                                 |      |
| 148호 |      | 무안발산마을미륵당산 (務安鉢山마을미륵당산)                         | 전남 무안군 해제면 광산리 발산마을    | 광산리             | 1987년 6월 1일 지정                                                                 |      |
| 149호 |      | 영암문창집가옥 (靈岩文昶集家屋)                                     | 전남 영암군 영암읍 장암리 612         | 문창집             | 1987년 6월 1일 지정                                                                 |      |
| 150호 |      | 함평이규행가옥 (咸平李圭行家屋)                                     | 전남 함평군 나산면 초포리 657-2       | 이규행             | 1987년 6월 1일 지정                                                                 |      |
| 151호 |      | (미상)                                                              |                                       |                    |                                                                                     |      |
| 152호 |      | 보성임진영가옥 (寶城林鎭永家屋)                                     | 전남 보성군 보성읍 보성리 291         | 임진영             | 1987년 6월 1일 지정, 2009년 4월 13일 해제, 해제사유 미상                            |      |
| 153호 |      | 나주박경중가옥 (羅州朴炅重家屋)                                     | 전남 나주시 남내동 95-7               | 박경중             | 1987년 6월 1일 지정, 2009년 12월 17일 해제, 중요민속자료 263호로 승격               |      |
| 154호 |      | 주암댐지석묘군 (住岩댐支石墓群)                                     | 전남 순천시 송광면 우산리 476외       | 송광면             | 1987년 6월 1일 지정                                                                 |      |
| 155호 |      | 고흥서동사 (高興西洞祠)                                             | 전남 고흥군 대서면 화산리 16          | 서동사             | 1987년 9월 18일 지정                                                                |      |
| 156호 |      | 수도암무루전 (修道庵無漏殿)                                         | 전남 고흥군 두원면 운대리 산47        | 수도암             | 1987년 9월 18일 지정                                                                |      |
| 157호 |      | 선암사마애여래입상 (仙岩寺磨崖如來立像)                             | 전남 순천시 승주읍 죽학리 산48-1      | 선암사             | 1987년 9월 18일 지정                                                                |      |
| 158호 |      | 나주최석기가옥 (羅州崔奭基家屋)                                     | 전남 나주시 송월동 516-4              | 최석기             | 1988년 3월 16일 지정                                                                |      |
| 159호 |      | 영산사소장문서일괄 (英山祠所藏文書一括)                             | 전남 해남군 마산면 화내리 산81        | 이갑배             | 1988년 3월 16일 지정                                                                |      |
| 160호 |      | 열무정및사포계문서일괄 (閱武亭및社布契文書一括)                     | 전남 영암군 영암읍 동무리 62          | 김준혁             | 1988년 3월 16일 지정                                                                |      |
| 161호 |      | 장흥 무계고택 (長興 霧溪古宅)                                       | 전남 장흥군 장흥읍 평화리 89          | 고병선             | 1988년 3월 16일 지정                                                                |      |
| 162호 |      | 화순 광산 이씨 승지공비 (和順 光山 李氏 承旨公碑)                   | 전남 화순군 화순읍 앵남리 655-1       | 화순군             | 1988년 3월 16일 지정, 2018년 4월 19일 해제, 전남 유형문화재 제335호로 재지정        |      |
| 163호 |      | 우수영전진도첩 (右水營戰陳圖帖)                                     | 전남 완도군 고금면 덕동리 337         | 완도군             | 1988년 3월 16일 지정                                                                |      |
| 164호 |      | 가산사소장익재영정 (佳山祠所藏益齋影幀)                             | 전남 장성군 삼서면 홍정리 488-2       | 경주이씨종중       | 1988년 3월 16일 지정                                                                |      |
| 165호 |      | 이훈동정원 (李勳東庭園)                                             | 전남 목포시 유달동 4-1                | 이훈동             | 1988년 3월 16일 지정                                                                |      |
| 166호 |      | 불갑사만세루 (佛甲寺萬歲樓)                                         | 전남 영광군 불갑면 불갑사로 450       | 불갑사             | 1988년 12월 21일 지정                                                               |      |
| 167호 |      | 영류재 (永類齋)                                                     | 전남 곡성군 죽곡면 봉정리 522         | 함안조씨종중       | 1988년 12월 21일 지정                                                               |      |
| 168호 |      | 영파정 (潁波亭)                                                     | 전남 함평군 함평읍 기각리 906-2       | 함평군             | 1988년 12월 21일 지정                                                               |      |
| 169호 |      | 동백정 (冬柏亭)                                                     | 전남 장흥군 장동면 만년리 707         | 청주김씨종중       | 1988년 12월 21일 지정                                                               |      |
| 170호 |      | 태안사삼층석탑 (泰安寺三層石塔)                                     | 전남 곡성군 죽곡면 원달리 20          | 태안사             | 1988년 12월 21일 지정                                                               |      |
| 171호 |      | 미륵사석불 (彌勒寺石佛)                                             | 전남 장흥군 안량면 기산리 632-1       | 미륵사             | 1988년 12월 21일 지정                                                               |      |
| 172호 |      | 목우암삼존불 (牧牛庵三尊佛)                                         | 전남 무안군 몽탄면 달산리 956         | 목우암             | 1988년 12월 21일 지정                                                               |      |
| 173호 |      | 나주읍성 (羅州邑城)                                                 | 전남 나주시 성북동,교동               | 나주시             | 1990년 2월 24일 지정, 1990년 10월 31일 해제, 사적 제337호로 승격                    |      |
| 174호 |      | 서동사대웅전 (瑞洞寺大雄殿)                                         | 전남 해남군 화원면 금평리 571         | 서동사             | 1990년 2월 24일 지정                                                                |      |
| 175호 |      | 금성토평비 (錦城討平碑)                                             | 전남 나주시 금성관길 8(망화루 옆면)   | 나주시             | 1990년 2월 24일 지정                                                                |      |
| 176호 |      | 함평척화비 (咸平斥和碑)                                             | 전남 함평군 함평읍 기각리 906-7       | 함평군             | 1990년 2월 24일 지정                                                                |      |
| 177호 |      | 선암사각황전 (仙岩寺覺皇殿)                                         | 전남 순천시 승주읍 죽학리 802         | 선암사             | 1990년 2월 24일 지정                                                                |      |
| 178호 |      | 승주조승훈가옥 (昇州趙昇勳 家屋)                                    | 전남 순천시 주암면 구산리 664         | 조승훈             | 1990년 2월 24일 지정                                                                |      |
| 179호 |      | 청류암관음전 (淸流庵觀音殿)                                         | 전남 장성군 북하면 약수리 112         | 백양사             | 1990년 2월 24일 지정                                                                |      |
| 180호 |      | 담양김선기가옥 (潭陽金善基家屋)                                     | 전남 담양군 대덕면 장산리 341         | 김형순             | 1990년 2월 24일 지정                                                                |      |
| 181호 |      | 영암 정원명 석비 (靈巖 貞元銘 石碑)                                 | 전남 영암군 군서면 서구림리 776-7     | 최정호             | 1990년 12월 5일 지정                                                                |      |
| 182호 |      | 구례죽마리지석묘군 (求禮竹麻里支石墓群)                             | 전남 구례군 문척면 죽마리 501-1       | 문척면             | 1990년 12월 5일 지정                                                                |      |
| 183호 |      | 고흥남휘루 (高興覽輝樓)                                             | 전남 고흥군 고흥읍 남계리 산57        | 고흥군             | 1990년 12월 5일 지정                                                                |      |
| 184호 |      | 고흥상림리삼층석탑 (高興上林里三層石塔)                             | 전남 고흥군 풍양면 야막리 515-4       | 고흥군             | 1992년 3월 9일 지정                                                                 |      |
| 185호 |      | 고흥신호리석주 (高興新虎里石柱)                                     | 전남 고흥군 도화면 신호리 1059        | 고흥군             | 1992년 3월 9일 지정                                                                 |      |
| 186호 |      | 해남민정기가옥 (海南閔正基家屋)                                     | 전남 해남군 해남읍 백야리 537         | 민정기             | 1992년 3월 9일 지정                                                                 |      |
| 187호 |      | 강진사문안석조상 (康津寺門안石彫像)                                 | 전남 강진군 작천면 갈동리 면동마을    | 강진군             | 1992년 3월 9일 지정                                                                 |      |
| 188호 |      | 연동사지지장보살입상 (煙洞寺址地藏菩薩立像)                         | 전남 담양군 금성면 금성리 산91-3      | 담양군             | 1992년 11월 30일 지정                                                               |      |
| 189호 |      | 영암채지리매향비 (靈岩採芝里埋香碑)                                 | 전남 영암군 미암면 채지리 203         | 영암군             | 1992년 11월 30일 지정                                                               |      |
| 190호 |      | 영광도동리홍교 (靈光道東里虹橋)                                     | 전남 영광군 영광읍 도동리 105-2       | 영광군             | 1992년 11월 30일 지정                                                               |      |
| 191호 |      | 영광도동리석장승 (靈光道東里石장승)                                 | 전남 영광군 영광읍 도동리 105-2       | 영광군             | 1992년 11월 30일 지정                                                               |      |
| 192호 |      | 담양유종헌가옥 (潭陽柳宗憲家屋)                                     | 전남 담양군 창평면 혜곡리 230         | 유종헌             | 1992년 11월 30일 지정                                                               |      |
| 193호 |      | 신안흑산진리무심사지삼층석탑과석등 (新安 黑山 鎭里 三層石塔과 石燈) | 전남 신안군 흑산면 진리 721-1 외      | 신안군             | 1994년 1월 31일 지정                                                                |      |
| 194호 |      | 신안흑산진리지석묘군 (新安黑山鎭里支石墓群)                         | 전남 신안군 흑산면 진리 102-2         | 신안군             | 1994년 1월 31일 지정                                                                |      |
| 195호 |      | 나주흥덕리석실분 (羅州興德里石室噴)                                 | 전남 나주시 번남면 흥덕리 27-6        | 나주시             | 1994년 1월 31일 지정                                                                |      |
| 196호 |      | 장흥탑산사지석등 (長興塔山寺址石燈)                                 | 전남 장흥군 대덕읍 연지리 산109-1     | 탑산사             | 1994년 12월 5일 지정                                                                |      |
| 197호 |      | 고흥도천리지석묘군 (高興道川里支石墓群)                             | 전남 고흥군 과역면 도천리 산21외      | 고흥군             | 1995년 12월 26일 지정                                                               |      |
| 198호 |      | 영암구림대동계문서 (靈巖鳩林大同契文書)                             | 전남 영암군 군서면 서구림지 329       | 영암군             | 1997년 7월 15일 지정                                                                |      |
| 199호 |      | 장성손룡정사소장고문서및전적류 (長城巽龍精舍所臧古文書및典籍類)     | 전남 장성군 북하면 단전리 324-1       | 장성군             | 1997년 7월 15일 지정, 2009년 12월 31일 해제, 소유자와 소재지가 바뀌어 관외로 이관됨 |      |
| 200호 |      | 담양연동사지3층석탑 (潭陽煙洞寺址3層石塔)                           | 전남 담양군 금성면 금성리 산91-3      | 담양군             | 1997년 7월 15일 지정                                                                |      |